# Héctor Vigliecca

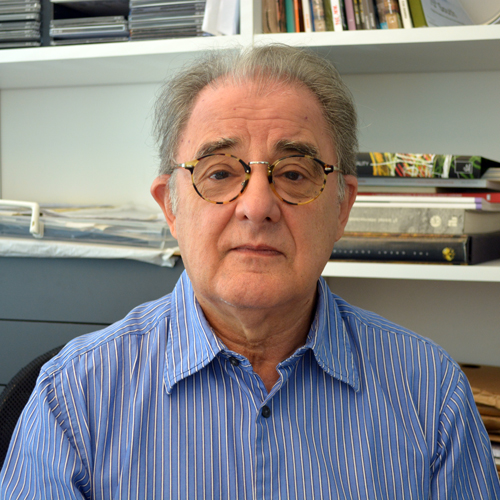
Héctor Vigliecca

Héctor Vigliecca (* 16. Oktober 1940 in Montevideo) ist ein uruguayisch-brasilianischer Architekt und Stadtplaner.

## Biografie
Vigliecca studierte an der Universidad de la República und schloss sein Studium als Architekt und Stadtplaner 1968 ab. 1969 ging er als Stipendiat an die Universität La Sapienza in Rom und lernte dort bei Ludovico Quaroni.
1972 bekam er die Möglichkeit zur Realisierung eines Projektes mit Antonio Bonet im spanischen Barcelona. Mit Bonet arbeitete er bis 1974 zusammen und ging dann nach São Paulo in Brasilien, wo er dann mit Joaquín Guedes und verschiedenen anderen Architekten zusammenarbeitete, ab 1986 im eigenen Architekturbüro. Von 1976 bis 1986 war er auch architektonischer Leiter und technischer Verantwortlicher der Abteilung Architektur des nationalen Verbandes beratender Ingenieure (Consorcio Nacional de Ingeniería Consultiva-CNEC) mit Sitz in São Paulo. Seit 1995 arbeitet er für die Architekturfirma von Luciene Quel.
Vigliecca war Professor an der Fakultät für Architektur in Montevideo, an den Fakultäten für Architektur und Stadtplanung der Universidade Paulista (UNIP) und der Universidade Presbiteriana Mackenzie. Er nahm an zahlreichen internationalen Wettbewerben teil und wurde vielfach ausgezeichnet.